# Уеначи (племе)
Уеначи (на английски: Wenatchi) е северноамериканско индианско племе, което живее в басейна на река Уеначи в 12 села в щата Вашингтон преди контакта с евроамериканците. Близкородствени с ентиат, челан и синкаюс, с които говорят диалекти на езика Колумбия – Моузес на клона Вътрешни салиши на Салишкото езиково семейство. Днес техните потомци са част от Конфедеративните племена на резервата Колвил и на резервата Якима.

## Име
Името им идва от сахаптинското име на племето – „Уенатшапам – хората от реката течаща през каньона“, имайки предвид река Уеначи. В съседните салишки езици името име е „Снпоскуаусекху – хората от река Уеначи“. На техния език се наричат „П’скуоса – хората от Уеначи“. Когато през 1805 г. ги срещат Луис и Кларк те записват името им като „Пискуоус“.

## Култура
Живеещи близо до Каскадните планини, уеначите са специалисти в лова на планински кози. Друга важна част от храната им е рибата и корените камас. Основно жилище е типичната за Платото землянка (pit house), която се използва през цялата година. Използват и конусовидни колиби покрити с рогозки от папур. В селото има още менструална къща за жените и колиба за потене. Традиционното облекло варира според сезона. През лятото мъжете ходят почти голи, само по набедреник или парче кора над слабините. Жените носят рокля тип пончо. През зимата мъжете обличат допълнително риза, гамаши, а на краката си обуват сандали от дървесно лико или кожени мокасини. И двата пола използват също кожени шапки и наметала. По-късно възприемат прерийният стил на обличане. Украшенията от пера типични за равнините също започват да се използват. Основното животно, което ловуват е елена.
Типичното за Платото зимно село е постоянна и ефективна политическа единица. Хората редовно се движат между зимното село и сезонните лагери за лов, риболов и събирането на корени камас. Всяко село има водач (вожд), който наследява позицията си по мъжка линия. Жените от лидерските семейства също се ползват с висок ранг, както и жените и дъщерите на вождовете. Големите села имат главен вожд и второстепенни вождове, които подпомагат главния вожд при решаването на спорове и взимането на решения.
Религиозните им вярвания са центрирани около индивидуалното взаимодействие с духовете-помощници. По време на пубертета момчетата и много от момичетата трябва да се сдобият с дух-помощник, преминавайки през ритуала за Търсене на видение. Според вярванията им всичко в природата притежава по-голяма или по-малка духовна сила.